# Crazy Crazy Crazy
「Crazy Crazy Crazy」（クレイジー・クレイジー・クレイジー）は、中林芽依（現May'n）の1作目のシングル。2005年6月1日にユニバーサルシグマから発売された。

## 解説
中林芽依のデビューシングルである。2005年6月1日に全国で発売された全国盤と、それに先がけ2005年4月27日に東海地区限定（愛知・岐阜・三重）で発売された先行盤の2種類がある。全国盤には「My Precious」が収録されているが、先行盤には収録されていない。
「Crazy Crazy Crazy」について中林は「デモを聴いた時点で、このリズムは私に合ってる!」「切ない歌詞にバラードだと余計悲しくなるけど、この曲はアップテンポだから聴いてもらえた人にスッキリした気分になってもらえるんじゃないかな。」と言っている。
c/wには『Not that Girl』、『My Precious』を収録。

## 収録曲
1. Crazy Crazy Crazy [3:58]
作詞：藤林聖子、作曲・編曲：春川仁志
2. Not that Girl [3:33]
作詞：川村真澄・Anthony Mazza、作曲：Shauna Bolton、編曲：Cobra Endo・Jamey Jaz
3. My Precious [4:17]
作詞：中林芽依・藤林聖子・Angie Cox、作曲：Scott Applin、Steve Balbi、編曲：Cobra Endo、Jamey Jaz
4. Crazy Crazy Crazy（Instrumental）

### 先行盤
1. Crazy Crazy Crazy
2. Not that Girl
3. Crazy Crazy Crazy （Instrumental）

- 2005年4月27日に東海地区（愛知・岐阜・三重）でのみ発売。
- ZIP-FMチャート1位（5月7日付）中日新聞掲載のCD売り上げベストテン1位（5月5日付）を記録した。